# Novohouïvynske
Novohouïvynske (en ukrainien : Новогуйвинське) ou Novogouïvinskoïe (en russe : Новогуйвинское) est une commune urbaine de l'oblast de Jytomyr, en Ukraine. Sa population s'élevait à 5 259 habitants en 2013.

## Géographie
Novohouïvynske est arrosé par la rivière Houïva, un affluent de la Teteriv. Elle se trouve à 6 km au sud de Jytomyr et à 135 km l'ouest de Kiev.

## Histoire
Novohouïvynske a le statut de commune urbaine depuis 1973.

## Population
Recensements (*) ou estimations de la population :
| 1979* | 1989* | 2001* | 2009  |
| ----- | ----- | ----- | ----- |
| 2 829 | 4 184 | 5 267 | 5 249 |

| 2010  | 2011  | 2012  | 2013  |
| ----- | ----- | ----- | ----- |
| 5 240 | 5 252 | 5 246 | 5 259 |

## Transports
La gare ferroviaire la plus proche se trouve à Priajeve (Пряжеве), à 3 km au sud-est.